# Nelsons
Otok Nelsons (ili Nelson ili Legour) mali je nenaseljeni otok u Velikom Chagosu, otočja Chagos u Indijskom oceanu. Kao zaštićeni prirodni rezervat, pristup otoku je strogo ograničen.
Otok je pod upravom Britanskog indijskooceanskog teritorija, prekomorskog teritorija Ujedinjenog Kraljevstva, ali Mauricijus osporava suverenitet.

## Geografija
Otok je najsjeverniji i najistočniji otok Velikog Chagosa, koji je najveća svjetska struktura koraljnog atola. Najbliži susjedni otok je Île Boddam u atolu Salomon, 35 km sjevero-sjeverozapadno od otoka Nelsons. Otok je udaljen 18 km u smjeru JJE od potpuno potopljenog atola Victory Bank.
Otok Nelsons zauzima jedinu strukturu grebena u nastajanju na sjevernom rubu Velikog Chagosa. Otok se pruža u smjeru istok-zapad. Dug je 1.6 km, a u svom najširem području širok 250 m. Na istoku je niski otočić koji se zove Îlot Legour.
Što se tiče njegove geologije, detaljne fotografske slike pokazuju dokaze jezgre koraljnog vapnenca koja je prekrivena pjeskovitom ilovačom. 

## Povijest
Prvo zabilježeno otkriće otoka bio je gospodin Legour iz Port Louisa, Mauricijus 1820. godine, a otok se u početku zvao Isle Legour.
Nema podataka da je otok bio naseljen, čak ni između 17. i 20. stoljeća kada su postojale plantaže kokosa na drugim otocima arhipelaga Chagos.

## Biljke i životinje
Nelsonov otok je BirdLife International identificirao kao važno područje za ptice i zakonski je zaštićen kao strogi prirodni rezervat – zbog čega je posjet otoku bez pismenog dopuštenja vlade BTIO prekršaj.
Ekspedicija iz 2018. procijenila je da je otok bio dom za čak 3000 crvenonogih bluna (Sula sula), populaciji smeđih bluna (Sula leucogaster), značajnoj koloniji klinorepih zovoja (Ardenna pacifica), kao i oko 6500 gnijezdećih parova tankokljunih čigri (Anous tenuirostris).
Ptice imaju koristi od toga što je otok slobodan od štakora. Otok također ima populaciju leptira Junonia villida.
Zbog svoje udaljenosti oduvijek je postojala populacija gnijezdećih morskovodnica.
Otok je jedinstven za Chagos jer ima samo dvije vrste drveća, kokos i pisoniju, za koje se čini da su obje stigle prirodnim putem. Otok inače prekrivaju grmovi Scaveola i Argusia.
Jedan od glavnih problema koji utječu na autohtone životinje je značajno nakupljanje plastičnih boca i drugog raznog otpada kao što su oštećene ribarske mreže, cipele kao i asortiman plastičnih i polistirenskih materijala koje na obale donose lokalne oceanske struje, vjetrovi i morske oluje. Takvi ostaci su snimljeni na slikama tijekom Catlin Seaview Survey 2015.

## Vanjske poveznice
- Chagos research papers and books
- Google Street View Feb 2015